# Consistencia (estadística)
En estadística, la consistencia es una propiedad de ciertos estimadores. Un estimador {\displaystyle T_{n}} de un parámetro {\displaystyle \theta } es consistente si converge en probabilidad al valor verdadero de {\displaystyle \theta } cuando el número de datos de la muestra tiende a infinito, o sea,

{\displaystyle T_{n}=T_{n}(X_{1},\dots ,X_{n})\,{\overset {P}{\longrightarrow }}\,\theta }.

No debe confundirse con el concepto de sesgo: existen estimadores consistentes y sesgados, y estimadores no sesgados y no consistentes.